# Vanessa Angel
Vanessa Madeline Angel (ur. 10 listopada 1966 w Londynie) – brytyjska aktorka i modelka.

## Życiorys
Urodziła się wychowała w Londynie, jako nastolatka została odkryta przez świat mody w pewnej kawiarni. Jako szesnastolatka podpisała zawodowy kontrakt i przeniosła się do Nowego Jorku. Pojawiła się na okładce Vogue'a i Cosmopolitan.
Pierwszy raz pojawiła się na wielkim ekranie w 1985 roku w amerykańskiej komedii Szpiedzy tacy jak my. Występowała w różnych filmach we wczesnych latach 90. W 1995 roku Angel została obsadzona w roli Xeny, w serialu Herkules z Kevinem Sorbo. Z powodu choroby nie mogła jednak przyjąć roli, która trafiła do Lucy Lawless.
Wystąpiła też w filmach Narzeczona dla dwóch z Davidem Schwimmerem, Egzamin dojrzałości i w serialu Gwiezdne wrota. Grała też Lisę w serialu Dziewczyna z komputera oraz Claudię w filmie Kręglogłowi, gdzie wystąpiła u boku Woody'ego Harrelsona i Billa Murraya.

## Życie prywatne
W 1996 Angel poślubiła aktora Ricka Otto. Para ma jedną córkę.

## Wybrana filmografia
- Szpiedzy tacy jak my (1985)
- Król Nowego Jorku (1990)
- Słoneczny patrol (1991-1992)
- Stój, bo mamuśka strzela (1992)
- Melrose Place (1993)
- Dwoje, czyli troje (1994)
- Dziewczyna z komputera (1994-1998)
- Kręglogłowi (1996)
- Narzeczona dla dwóch (1998)
- Wrogowie śmiechu (2000)
- Gwiezdne wrota (2000)
- Kamuflaż (2001)
- W pułapce ognia (2001)
- Egzamin dojrzałości (2004)
- Żądza krwi (2004)
- The Good Humor Man (2005)
- Popstar (2005)
- Endless Bummer (2008)
- Level Seven (2008)